# Robert Almer
Robert Almer (Bruck an der Mur, 20 de março de 1984) é um futebolista profissional austríaca que atua como goleiro, atualmente defende o Austria Wien.

## Carreira
Robert Almer fez parte do elenco da Seleção Austríaca de Futebol da Eurocopa de 2016.